# Bonifaci IV de Toscana
Bonifaci IV (Bonifaci Frederic, mort juliol de 1055) fou marquès de Toscana, fill únic de Bonifaci III de Toscana i de Beatriu de Bar. Era molt jove (uns 12 anys) quan el seu pare va morir el 6 de maig de 1052 i va heretar el gran marquesat del nord d'Itàlia.
La seva mare va ser la seva regent fins a 1054, quan es va casar amb Godofreu II el Barbut, duc de la Baixa Lorena 1065-1069. Godofreu era enemic d'Enric III, emperador del Sacre Imperi i, per tant, el matrimoni fou considerat una traïció. El 1055, Enric va celebrar cort a Florència i va detenir a Beatriu, mentre que Godofreu es rebel·lava a Lorena. Bonifaci IV fou cridat per l'emperador, però el jove es va negar a anar-hi; no obstant va morir uns dies després i el marquesat va passar a la seva germana Matilde, coneguda per Matilde de Canossa.